# Phòng trưng bày Quốc gia Slovakia
Phòng trưng bày Quốc gia Slovakia (tiếng Slovakia: Slovenská národná galéria), viết tắt là SNG, là cơ sở nghệ thuật cấp nhà nước, đồng thời là tổ chức văn hóa, giáo dục cao nhất của Slovakia. Phòng trưng bày có trụ sở tại thủ đô Bratislava. Phòng trưng bày Quốc gia Slovakia đã tham gia vào quá trình thực hiện số hóa các di sản văn hóa của Slovakia. Kết quả của nỗ lực này là những nội dung kỹ thuật số trên cổng thông tin Slovakiana.

## Lịch sử
Phòng trưng bày Slovakia được thành lập vào năm 1943. Tuy nhiên, Phòng trưng bày Quốc gia Slovakia chỉ được thành lập sau chiến tranh thế giới thứ hai và cuộc đảo chính Tiệp Khắc diễn ra vào tháng 2 năm 1948. Phòng trưng bày được thành lập theo Đạo luật của Hội đồng Quốc gia Slovakia số 24 ngày 29 tháng 7 năm 1948. Nhà thơ, nhà báo và nhà văn Laco Novomeský đã thúc đẩy sự phát triển của phòng trưng bày. Lúc bấy giờ, ông đảm nhiệm vị trí ủy viên phụ trách giáo dục, khoa học và nghệ thuật. Ban đầu, việc quản lý phòng trưng bày được giao cho một hội đồng gồm sáu thành viên. Cuộc triển lãm đầu tiên ở phòng trưng bày được tổ chức vào năm 1949.